# Kong Yu-chan
Kong Yu-chan (koreanisch 공유찬; * 20. Juli 2004) ist ein südkoreanischer Eishockeyspieler, der 2024 erstmals für Südkorea an der Weltmeisterschaft der Division I teilnahm.

## Karriere
Für Südkorea nahm Kong Yu-chan bereits an den U18-Weltmeisterschaft der Division II 2022, als er mit der Mannschaft in die Division I aufstieg, teil. Nachdem er bei der U20-Weltmeisterschaft 2023 mit den Asiaten aus der Division I abgestiegen war, gelang dem Team im Jahr darauf der direkte Wiederaufstieg, wozu er selbst als bester Vorbereiter des Turniers beitrug.
Bei der Qualifikation für die Olympischen Winterspiele in Mailand 2026 gab er im Februar 2024 sein Debüt in der Herren-Nationalmannschaft des asiatischen Landes. Es folgte die Teilnahme an der Weltmeisterschaft der Division I 2024.

## Erfolge und Auszeichnungen
- 2022 Aufstieg in die Division I, Gruppe B, bei der U18-Weltmeisterschaft der Division II, Gruppe A
- 2024 Aufstieg in die Division I, Gruppe B, bei der U20-Weltmeisterschaft der Division II, Gruppe A
- 2024 Bester Vorbereiter bei der U20-Weltmeisterschaft der Division II, Gruppe A